# اقتراع مرفوض
الاقتراع المرفوض، أو أي مصطلح مشابه لذلك، يشير إلى الخيار المتاح للناخبين في العديد من الانتخابات. وهذا الخيار هو خيار بديل للكثير من الأشخاص للإدلاء بأصواتهم في الاقتراعات الفاسدة غير المقبولة والتي لا يتم احتسابها بشكل منفصل عن الاقتراعات التي تم إفسادها دون قصد.

## كندا
تسمح الانتخابات الفيدرالية الكندية برفض الاقتراع بناءً على أسس محددة تتمثل في عدم رضاء الناخبين عن أي حزب من الأحزاب. ويطلق على ذلك اسم اقتراع الاحتجاج، وفقًا لهيئة الانتخابات في كندا.
وأثناء الانتخابات الفيدرالية الكندية في عام 2000، قامj مجموعة من الناخبين (خصوصًا في إدمونتون، بألبرتا) بأكل أوراق الاقتراع الخاصة بهم، كجزء مما أطلقوا عليه اسم مجتمع الاقتراعات القابل للأكل، للاعتراض على ما اعتبروه انتخابات غير عادلة بطبيعتها. وقد أدت تلك الحيلة إلى اقتراح هيئة الانتخابات الكندية إلى وضع تشريع يسمح برفض الاقتراعات الفيدرالية بشكل رسمي.

## روسيا
كان من المعتاد أن تحتوي الاقتراعات الانتخابية الروسية على صندوق يطلق عليه اسم ضد الكل، الذي يسمح للناخب بتسجيل «اعتراض انتخابي» ضد كل المرشحين للانتخابات. وقد قرر مجلس الدوما إلغاء ذلك في عام 2006.
وقد أظهر استطلاع للرأي أجري في مارس عام 2004 أن الرئيس الحاكم فلاديمير بوتين حاز على دعم 70% من الروسيين، إلا أن أصوات «ضد الكل» احتلت المكانة الثانية، حيث تقدمت على كل المرشحين الآخرين.
وفي ديسمبر من عام 2004، تمكنت أصوات «ضد الكل» من الاستحواذ على أكبر عدد من الأصوات في المقاطعات الانتخابية في سان بطرسبرغ وسفيردلوفيسك وأوليانوفسك. وقد أدى تكرار الانتخابات إلى اختيار سان بطرسبرغ وسفيردلوفيسك لأعضاء البرلمان المناسبين. وقد شهد التصويت الثاني في أوليانوفسك، رغم ذلك، بعد سقوط اثنين من المرشحين حصول «ضد الكل» على المزيد من الدعم في الاقتراعات، والتي أوقفت نسبة 21.5% من التصويت، وهو ما يعني تقريبًا ضعف ما حصل عليه أي من المشرحين الفعليين.

## وصلات خارجية
- Campaign for “None of the Above” on Irish ballots